# Vosnon
Vosnon és un municipi francès situat al departament de l'Aube i a la regió del Gran Est. L'any 2007 tenia 195 habitants.

## Demografia

### Població
El 2007 la població de fet de Vosnon era de 195 persones. Hi havia 88 famílies de les quals 28 eren unipersonals (12 homes vivint sols i 16 dones vivint soles), 36 parelles sense fills i 24 parelles amb fills.
La població ha evolucionat segons el següent gràfic:
Habitants censats

### Habitatges
El 2007 hi havia 128 habitatges, 86 eren l'habitatge principal de la família, 34 eren segones residències i 8 estaven desocupats. Tots els 126 habitatges eren cases. Dels 86 habitatges principals, 73 estaven ocupats pels seus propietaris, 7 estaven llogats i ocupats pels llogaters i 6 estaven cedits a títol gratuït; 7 tenien dues cambres, 20 en tenien tres, 17 en tenien quatre i 42 en tenien cinc o més. 59 habitatges disposaven pel capbaix d'una plaça de pàrquing. A 38 habitatges hi havia un automòbil i a 37 n'hi havia dos o més.

## Economia
El 2007 la població en edat de treballar era de 100 persones, 78 eren actives i 22 eren inactives. De les 78 persones actives 71 estaven ocupades (40 homes i 31 dones) i 7 estaven aturades (5 homes i 2 dones). De les 22 persones inactives 8 estaven jubilades, 4 estaven estudiant i 10 estaven classificades com a «altres inactius».

### Ingressos
El 2009 a Vosnon hi havia 90 unitats fiscals que integraven 206 persones, la mediana anual d'ingressos fiscals per persona era de 18.702 €.

### Activitats econòmiques
Dels 8 establiments que hi havia el 2007, 1 era d'una empresa extractiva, 1 d'una empresa de construcció, 1 d'una empresa de comerç i reparació d'automòbils, 1 d'una empresa d'hostatgeria i restauració, 1 d'una empresa d'informació i comunicació, 2 d'empreses de serveis i 1 d'una empresa classificada com a «altres activitats de serveis».
Dels 2 establiments de servei als particulars que hi havia el 2009, 1 era una lampisteria i 1 restaurant.
L'any 2000 a Vosnon hi havia 5 explotacions agrícoles.